# Campeiro
Campeiro är en hästras som avlats fram i Brasilien, men som härstammar från de hästar som fördes till Sydamerika med spanska conquistadorer. Trots att hästen dokumenterats sedan 1700-talet så fick hästarna inget eget register förrän 1976, och rasen är relativt okänd utanför Sydamerika. Campeirohästarna är ofta så kallat "gaited", dvs att de besitter en extra gångart utöver skritt, trav och galopp. Därför är hästen populär som ridhäst då den är bekväm att rida. Man visar även upp gångarten på speciella shower. I Brasilien används hästarna även som packdjur och till transport.  

## Historia
Campeirohästen härstammar från hästar som fördes till Brasilien med den spanska conquistadoren och upptäcktsresanden Álvar Núñez Cabeza de Vaca. Han utförde sin första expedition i mars 1541 när han landsteg i delstaten Santa Catarina i södra Brasilien. Med sig hade han bland annat 46 hästar. Men trots detta så fanns det inga officiella dokument på att det bedrevs hästavel i Santa Catarina förrän år 1728. 
Under mitten av 1900-talet påbörjades ett gediget avelsarbete för att förbättra Campeirohästen, då man hade stor konkurrens av andra gångartshästar som Mangalarga marchador. Man utavlade Campeirohästarna med olika fullblodshästar som det engelska och det arabiska fullblodet för att försköna hästarna och göra dem mer atletiska, bland annat för att göra hästen mer populär inom ridsporten som fått ett ökat intresse över hela världen under den här tiden. 
Trots att rasens historia började redan under 1700-talet så fick rasen inte en egen förening förrän 1976 när man startade "The Brazilian Association of Campeiro Horse Breeders". Man öppnade en stambok för rasen 1985. Idag är dock rasen fortfarande ganska ovanlig och nästan all avel sker runt städerna Lages och Curitibanos.

## Egenskaper
Campeirohästen är en medelstor häst med en genomsnittlig mankhöjd på 145-155 cm. Hästen har ett typiskt "spanskt" utseende med rak eller lätt utåtbuktande nosrygg och brett ansikte. Ryggen är ganska lång och med lätt böjning, men den är stark och tålig. Förekommande färger är fux, brunt och gulbrunt. Campeirohästen är en medelkraftig och stabil häst med starka hovar som tål påfrestning. 
Campeirohästen är mest känd för sin bekväma extra gångart, som är en kombination av trav och en gångart som kallas marcha. Det är en fyrtaktig gångart där benen kan röra sig antingen diagonalt eller lateralt. Gångarten är bekväm för ryttaren att rida och det har gjort hästen populär att använda som distanshäst, till rancharbete och till transport. Man visar även upp hästarna i speciella gångarts-shower. Efter inslaget av fullblod i Campeirohästen har den även använts en del inom ridsporten. 